# 潘乔·弗拉季格罗夫
潘乔·哈日拉诺夫·弗拉季格罗夫（1899年3月13日—1978年9月8日），保加利亚作曲家，音乐教育家。早年在柏林学习，后曾任德意志剧院音乐指导，并在欧洲各地巡回演出，晚年回国居住。他是最著名的保加利亚作曲家之一，创作风格虽较为传统，但注意结合民间音乐，使作品色彩丰富，优美动听，拥有较高的国际声望。